# Henri Hertz
Pour les articles homonymes, voir Hertz (homonymie).
Salomon Léopold Henri Hertz est un directeur de théâtre, journaliste et écrivain français, né le 17 juin 1875 à Nogent-sur-Seine et mort le 11 octobre 1966 dans le 16e arrondissement de Paris.

## Biographie
Fils d'un officier de carrière,, il est issu d'une famille juive originaire de Lorraine.
Henri Hertz est l'ami d'Apollinaire, de Max Jacob, d'Alfred Jarry, d'Henri Barbusse, de Jean Cassou, de Romain Rolland, d'André Spire et des symbolistes, des dadaïstes...
Il travaille avec Coquelin aîné. En 1907 il partage la direction du théâtre de la Gaîté avec Jean Coquelin (fils). En 1909, il partage la direction du Théâtre de la Porte-Saint-Martin toujours avec Jean Coquelin. Il embauche Maurice Lehmann comme partenaire de Mistinguett dans Madame Sans-Gêne, lequel lui succédera à la direction du théâtre. Il a écrit des livrets et effectuait des mises en scène au théâtre de l'Ambigu-Comique.
Très marqué par l'affaire Dreyfus et conscient de l'importance de la question du judaïsme, il est l'un des fondateurs du Comité d'action France-Palestine et devient, après 1925, secrétaire général de la section française du Congrès juif mondial. Il collabore au Mercure de France, à La Revue blanche, à La Démocratie sociale que dirigeait Aristide Briand, et à la revue symboliste La Phalange.
Henri Hertz obtient en 1939 le prix Mallarmé pour Passavant. Il est l'auteur de plusieurs romans et recueils de poèmes.
Le 22 décembre 1900, il avait épousé à Paris Emma Davids (1878-1972). Grâce à un legs offert par sa veuve, la Chancellerie des universités de Paris a institué, en 1986, le prix Henri-Hertz qui « récompense une œuvre (historique, critique ou de fiction) propre à faire connaître et comprendre les préoccupations éthiques ou civiques du courant auquel il a appartenu ».
Il est inhumé au cimetière parisien de Bagneux (division 106).

## Œuvres

### Livres
- Degas, éditions Alcan, 1920
- Vers un monde volage, Rieder, 1924
- Tragédie des temps volages. Contes et poèmes de 1906 à l954, Seghers, 1955.

### Pièces et acteurs
- Chantecler d'Edmond Rostand, 1910
- Mistinguett